# Kartidris nyos
Kartidris nyos (лат.) — вид муравьёв (Formicidae) из подсемейства Myrmicinae. Типовой вид рода Kartidris.

## Распространение
Индия (Meghalaya, Khasi Hills, Shillong).

## Описание
Мелкие желтовато-коричневые муравьи. Длина тела составляет 4,2—4,6 мм, длина головы — 0,92—0,98 мм (ширина — 0,78—0,84). Усики 12-члениковые с булавой из 3 члеников. Имеют 4 максиллярных щупика и 3 лабиальных. Скапус усиков и голени с многочисленными отстоящими волосками. Петиоль стебельчатый.
Таксон относится к трибе Crematogastrini (ранее в Pheidolini).